# Organum
Organum (latin – gr: organon) er et redskab, værktøj, specielt et musikinstrument, senere en særlig betegnelse for orglet.
Udtrykket bruges også om den mest primitive form for flerstemmig musik i Middelalderen, der består i stemmernes fortløbende parallelbevægelse i kvinter og kvarter.